# Anolis porcatus
Anolis porcatus este o specie de șopârle din genul Anolis, familia Polychrotidae, descrisă de Gray 1840.

## Subspecii
Această specie cuprinde următoarele subspecii:
- A. p. aracelyae
- A. p. porcatus